# Boris Vallejo
Boris Vallejo (* 8. ledna 1941, Lima) je peruánský malíř a ilustrátor, který se proslavil zvláště svými ilustracemi ke knihám žánru sci-fi a fantasy. Řada jeho kreseb má erotický charakter. Typickým námětem jeho děl jsou bohové, čarodějové, příšery a svalnatí hrdinové, mužští i ženští. Většinou jde o olejomalby. Ilustroval knižní série jako Barbar Conan nebo Tarzan. Vytvořil filmové plakáty ke snímkům Knightriders (1981), Q (1982) či Barbarian Queen (1985). Často spolupracuje se svou manželkou, malířkou Julie Bellovou, jež je bývalou kulturistkou a byla modelem řady jeho maleb ženských bojovnic. V roce 1979 dostal British Fantasy Award. Vystudoval Escuela Nacional Superior Autónoma de Bellas Artes v Limě. V roce 1964 se usadil ve Spojených státech.